# Amélie Boudet

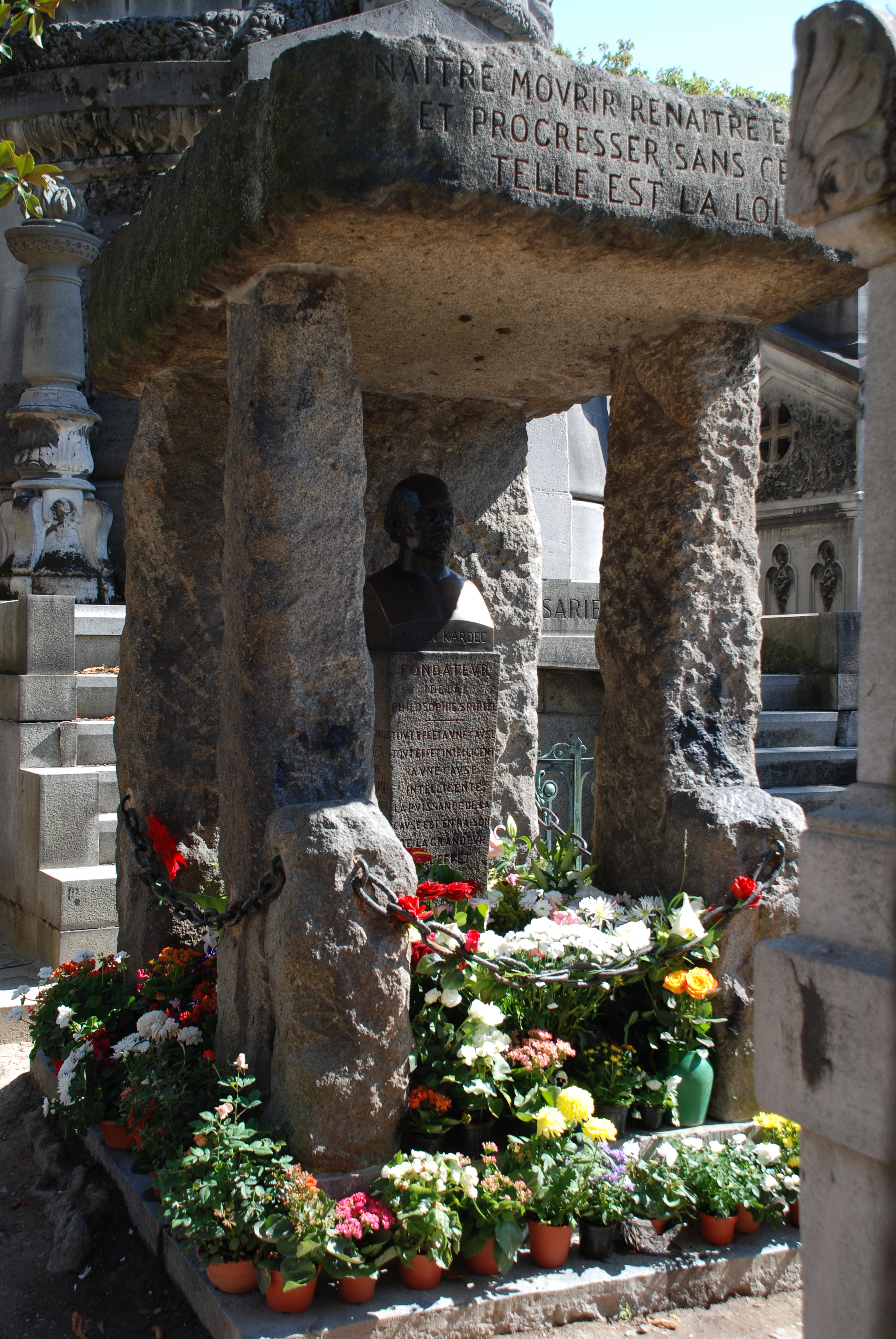
Túmulo de Amélie-Gabrielle Boudet e Allan Kardec no Cimetière du Père Lachaise. A inscrição diz: Naitre, mourir, renaitre encore et progresser sans cesse, telle est la loi ("Nascer, morrer, então renascer e progredir sem cessar, tal é a lei").

Amélie-Gabrielle Boudet (Thiais, Departamento do Sena, 22 de novembro de 1795 - Paris, 21 de janeiro de 1883) foi uma professora e artista plástica francesa, esposa de Allan Kardec, codificador da Doutrina Espírita.

## Biografia
Filha única do tabelião Julien-Louis Boudet e de sua esposa, Julie-Louise Seigneat de Lacombe, era conhecida na intimidade familiar pelo diminutivo Gaby.
De acordo com o seu biógrafo, Henri Sausse, foi professora com diploma de primeira classe, tendo se formado na primeira Escola Normal Leiga, de orientação pestalozziana, localizada no Boulevard Saint-Germain, em Paris, cidade onde viveu toda a sua vida.
Foi poetisa e artista plástica, com domínio das técnicas tradicionais.
De acordo com o pesquisador espírita Silvino Canuto de Abreu, foi professora de Letras e Belas Artes, tendo sido autora das seguintes obras: "Contos Primaveris" (1825), "Noções de Desenho" (1826) e "O Essencial em Belas Artes" (1828).
Foi desposada, em 9 de fevereiro de 1832, pelo professor Hippolyte-Léon-Denizard Rivail, que posteriormente se notabilizaria sob o pseudônimo de Allan Kardec.
Colaborou permanentemente com os estudos do marido, tornando-se grande incentivadora do trabalho de Codificação e difusão do Espiritismo.
Após o falecimento de seu esposo, em 1869, assumiu todos os encargos necessários à gestão do Espiritismo, na França e no mundo.
Costuma-se dividir a sua vida em grandes fases ou períodos:
- de 1795 a 1832, como senhorita Amélie Gabrielle Boudet;
- de 1832 a 1857, como a senhora Rivail;
- de 1857 a 1869, como a senhora Allan Kardec;
- de 1869 a 1883, como a viúva Allan Kardec.

Faleceu em sua residência em Paris a 21 de janeiro de 1883, sendo sepultada ao lado de seu esposo no Cemitério do Père-Lachaise.

## Trabalhos publicados
- Fabulae Primaveris (1825)
- Notions de Dessin (1826)
- L’Essentiel dans les Beaux-arts (1828)

## Homenagens
Em 2004, um centro de estudos espíritas em Paris - "L'Institut Amélie Boudet" -, recebeu o nome dela.